# Куцовский, Соломон Борисович
Соломон Борисович Куцовский  (род. 1923, Верхнеднепровск, Днепропетровская область, Украинская ССР, СССР) — советский и российский скрипач, дирижер, педагог, профессор (1990). Заведующий кафедрой (1969—1997) струнных инструментов Ростовского музыкально-педагогического института. Заслуженный артист Карельской АССР (1964). Заслуженный деятель искусств РСФСР (1989). Кавалер Ордена Почёта (12.04.2000).

## Биография
Соломон Борисович Куцовский родился в г. Верхнеднепровске Днепропетровской области Украины в семье инженера-металлурга; внук кантора. В 1941 году окончил специальную десятилетнюю музыкальную школу при Одесской консерватории по классу скрипки профессора Петра Соломоновича Столярского.
В годы Великой Отечественной войны находился в эвакуации и работал на военном заводе на Урале, преподавал в детской музыкальной школе в Магнитогорске.
В 1945—1950 годах учился в Московской консерватории по классу скрипки профессора А. И. Ямпольского и Ю. И. Янкелевича, а также по классу камерного ансамбля профессора А. Ф. Гедике.
После окончания консерватории работал в симфоническом оркестре Магнитогорской филармонии, работал преподавателем в музыкальных училищах Магнитогорска, Челябинска, Новосибирска.
В 1953—1965 годах жил в Петрозаводске, выступал солистом ансамбля, был дирижером Симфонического оркестра Карельского республиканского радио и телевидения. Записывал на радио произведения местных композиторов с дирижерами Ю. Арановичем, А. Дмитриевым, В. Катаевым, Н. Ярви.
С 1967 года преподавал на кафедре струнных инструментов Ростовского музыкально-педагогического института. В 1969 году утвержден в должности заведующего кафедрой струнных инструментов Ростовского музыкально-педагогического института (ныне Ростовская государственная консерватория имени С. В. Рахманинова), а в 1990 году стал профессором Ростовской консерватории. Основатель и бессменный руководитель до 2005 студенческого камерного оркестра «Ренессанс», который являлся учебным и концертирующим коллективом.
С. Б. Куцовский был включен в состав Методического совета Министерства культуры России и принимал в его работе деятельное участие; неоднократно приглашался для работы в качестве председателя и члена жюри региональных и международных конкурсов скрипачей. Как заведующий кафедрой струнных инструментов инициировал проведение методических конференций и смотров-конкурсов учащихся музыкальных училищ Юга России.
С. Б. Куцовский является автором ряда методических работ. Среди его учеников лауреаты международных и отечественных конкурсов скрипачей, преподаватели и известные музыканты: Ю. Юрасов, Л. Айзенберг, И. Груберт, профессора Лев Атлас (Великобритания), Араик Ресьян (Финляндия), М. Левин (Нидерланды), заслуженные артисты России М. Фадеев (Москва), С. Нестеров (Саратов), доценты РГК Л. Борисова, Е. Шлыкова, известные скрипачи В. Кракович, А. Гипс, А. Геер (США), М. Хайн, Н. Волынская (Германия), В. Петриченко (Нидерланды) и др.
Заслуги Куцовского отмечены званиями заслуженного артиста Карельской АССР (1964), заслуженного деятеля искусств РСФСР (1989).
С 2005 года Соломон Борисович Куцовский по семейным обстоятельствам проживает в Германии в городе Эрфурт.
Жена — актриса, мастер художественного слова Лилия Лилина (настоящее имя — Лилия Евсеевна Каган, 1923—2017).
От первого брака с музыкальным педагогом по классу скрипки Нидеккер-Куцовской Маргаритой Витальевной есть две дочери: Людмила (род. 1944, выпускница Московской консерватории по классу фортепиано; проживает в Германии (Эрфурт, Тюрингия) и Ирина (род. 1953, проживает в Латвии, город Рига).

## Награды
- 2000 — Награждён Орденом Почёта